# Evangelický kostel (Hronsek)
Dřevěný artikulární kostel je artikulární evangelický kostel v obci Hronsek, který je jako ukázka slovenské dřevěné sakrální architektury zařazen na seznam Světového dědictví UNESCO v rámci Dřevěných chrámů ve slovenské části Karpat.

## Historie
Protestantské církevní obřady v Hronseku probíhaly do roku 1726 v místním renesančním zámku. Když už vyhrazené prostory pro obyvatele širokého okolí nepostačovaly, bylo rozhodnuto o výstavbě nového artikulárního kostela. Hronsek byl vybrán jako spádová obec severní části Zvolenské stolice. Pro jižní část to byl podobný kostel v Ostré Lúke.
V době stavby artikulárních chrámů habsburští úředníci dělali vše pro to, aby snížili trvanlivost protestantských církevních staveb. Svévolným překrucováním šopronských artikulí ještě zpřísňovali i tak omezující sankce. Pro stavbu v Hronseku bylo vybráno místo, kde byly v okolí bažiny a v bezprostřední blízkosti řeka Hron. Stavba přesto nebyla nikdy zatopena. Jedním z dalších požadavků bylo, aby všichni návštěvníci měli místo k sezení.
Stavba kostela začala 23. října 1725 a na podzim 1726 byla dokončena. Jméno autora projektu není známo. Kostel je postaven ve tvaru kříže. Delší rameno kříže má délku 23 m, kratší má 18 m, výška kostela je 8 m. Stavba je hrázděné dřevěné konstrukce z masivního dubového a modřínového dřeva.
Unikátní je použití klasické spojovací techniky hlavních nosných prvků, které jsou spojovány klasickými tesařskými spoji a dřevěnými kolíky. Vnitřní klenba kostela připomíná tvar převrácené lodi. Nacházejí se zde neobvyklé prvky skandinávské architektury, kterou charakterizuje sloupořadí v chóru zdobené iónským ornamentem a přístřešky při vstupu, podle čehož se usuzuje, že na stavbě pracovali řemeslníci z Norska či Švédska. Jedinečné je i amfiteatrální uspořádání lavic na emporách.
Oltář kostela má šest vyměnitelných obrazů. Obrazy jsou z roku 1771 od mistra Samuela Kialoviče. Nad oltářem jsou andělé držící erby šlechtických rodin z okolí, které podporovaly evangelickou církev. Varhany jsou dílem mistra Martina Podkonického z Banské Bystrice. Patří mezi vzácné barokní varhany a pocházejí z roku 1764. Lustr, původně pozlacený, je dar rychtáře Martina Hudce z Veľké Lúky.
Celková kapacita kostela je 1100 míst k sezení. Do kostela vede 5 vchodů, po obvodu je 30 oken. Střecha je šindelová s třemi kříži a kohoutem – symbolem křesťanské bdělosti.
V blízkosti je ve stejném stylu postavená zvonice, která vznikla současně s kostelem roku 1726. Na nádvoří jsou tři staré lípy, které byly vysázeny při vysvěcení kostela.
Dne 7. července 2008 na 32. zasedání Výboru UNESCO v kanadském Quebecu byl kostel i se zvonicí zapsán do Seznamu světového dědictví.